# Береговая служба (Русское государство)

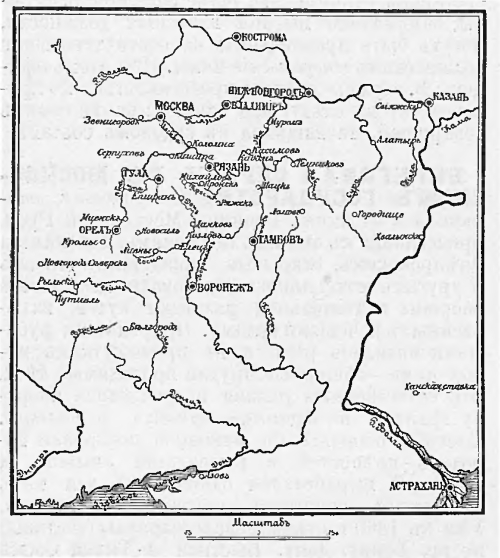
Опорные крепости (опорные пункты) береговой службы и засечной линии

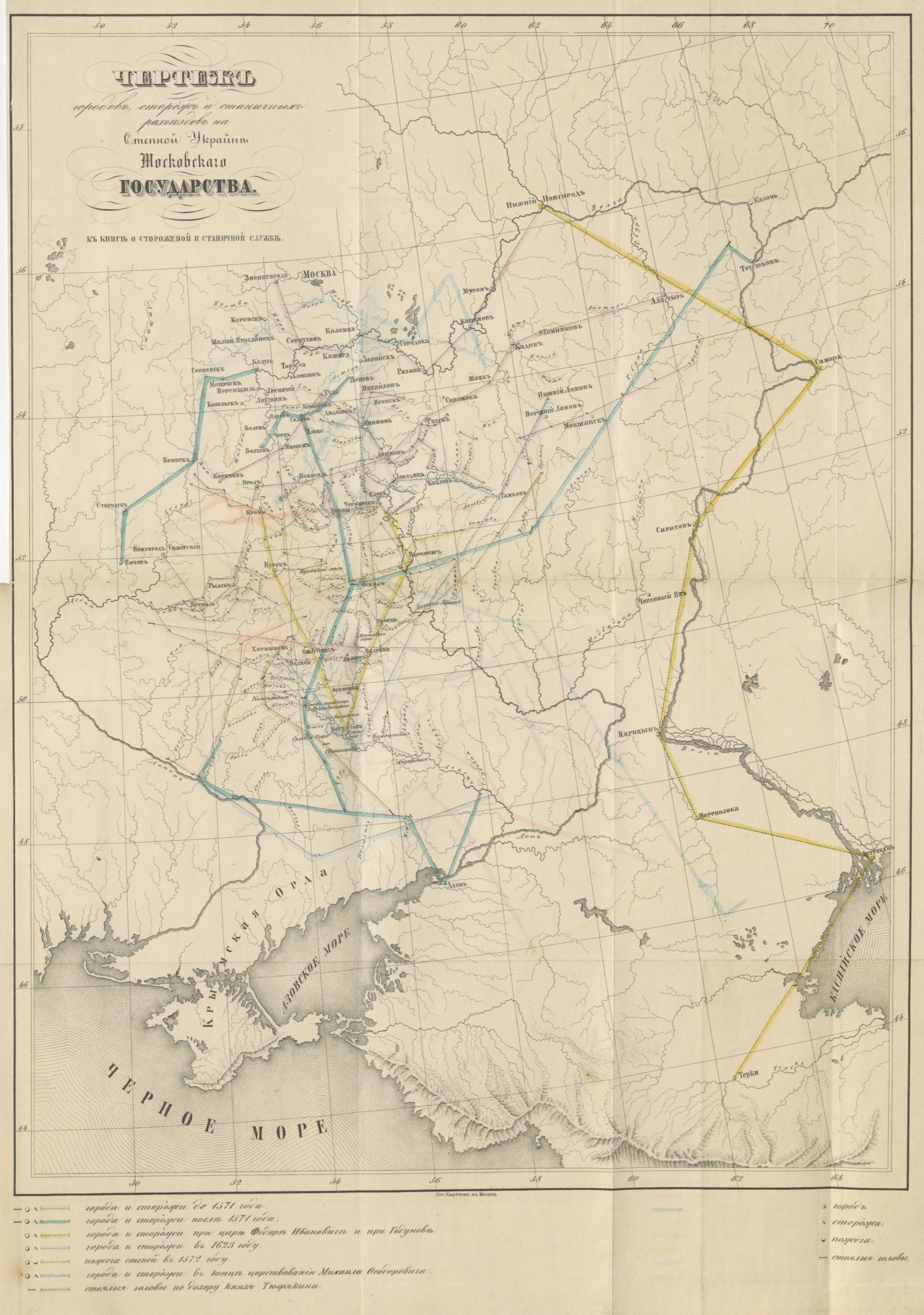
Чертеж городов, сторож и станичных разъездов на Степной Украине Московского государства

Береговая служба в Русском государстве — служба охраны и обороны южных и юго-восточных границ Русского государства от вражеских набегов. Разделялась на собственно береговую, проходившую по берегам рек, и полевую. Основные силы при этом обычно находились на берегу Оки — «Берегу» в узком смысле.
Московское государство прикладывало все силы и способы для охраны и обороны своих южных границ от набегов татар. Первым способом была береговая служба: ежегодно весной отряжались значительные силы на берег реки Оки, отсюда и название. Городовые дворяне и дети боярские выступали в поход «конны, людны и оружны». Присланные из Москвы воеводы, осмотрев их на сборных пунктах, в случае тревожных вестей из степи, сформировывали ратников в пять полков, которые выдвигались и становились; большой полк — у Серпухова, полк правой руки — у Калуги, полк левой руки — у Каширы, передовой полк — у Коломны, сторожевой — у Алексина. Кроме того, выдвигался вперед шестой полк, ертоул (авангард), для разведочных разъездов. Таким образом, ежегодно поднималось на ноги до 65 тыс. человек рати. При дальнейших тревожных вестях эти полки в известном порядке трогались с Оки и вытягивались к степной границе, для защиты Московского государства. Если не приходило из степи тревожных вестей, полки стояли на своих местах иногда до глубокой осени и наступления распутицы.

## Появление сторожевой службы
Уже в 1360 году существовали караулы на Хопре, Дону, Быстрой и Тихой Сосне и Воронеже, которые пересекали обычные пути подъезда татар. В дальнейшем заставы приняли вид укреплённых линий по всей границе, а в наиболее угрожаемых пунктах были выставлены целые отряды (полки).

## Реформирование

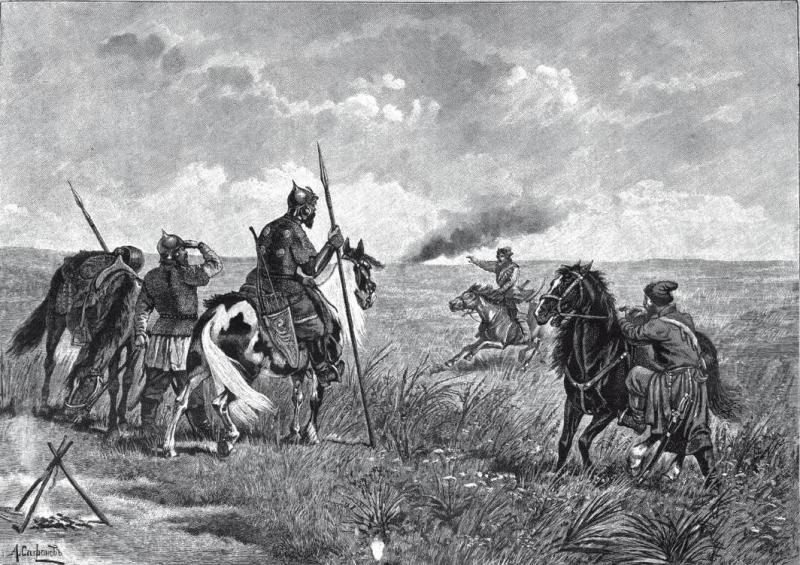
Тревога на русском пограничном карауле XVI в. Гравюра Шлиппера по рис. А. Сафонова.

В 1571 году главным начальником сторожевой и станичной службы был назначен боярин князь Михаил Иванович Воротынский. Он вызвал в Москву пограничников, имевших богатый опыт сторожевой службы, и после изучения всех документов о береговой и полевой службе хранившихся в Разрядном приказе было составлено руководство «О станичной и полевой службе» — первый полевой устав русских войск.
Пограничные крепости подразделялись на две линии: передовую и внутреннюю. К передовой принадлежали: Алатырь, Темников, Кадом, Шацк, Ряжск, Данков, Епифань, Пронск, Михайлов, Дедилов, Новосиль, Мценск, Орел, Новгород-Северский, Рыльск и Путивль. От этой линии выдвигались в степь полевые укрепления в виде рвов, засек, забоев на реках и т. д. Степь постоянно наблюдалась разъездными станицами и неподвижными заставами-сторожами.
Внутреннюю линию крепостей составляли: Нижний Новгород, Муром, Мещера, Касимов, Рязань, Кашира, Тула, Серпухов и Звенигород-на-Оке, — почти все расположенные по берегу реки Оки. Берег постоянно охранялся значительными силами, которые могли быть высланы и на передовую линию.
В городах были воеводы — начальники полевых войск и осадные головы, коменданты, ведавшие местными гарнизонами. Передовые укрепления — сторожи выдвигались на 4-5 переходов от города. Промежутки между ними были от половины до одного дневного перехода, редко до двух переходов. Разведка в степи велась станичниками и сторожевыми казаками.
Высылка станиц начиналась обычно с 1 апреля и продолжалась до 15 ноября. Все станичники делились на 8 очередей: каждая очередь несла службу две недели. К 15 июля исчерпывался весь наряд, и начиналась вторая очередь в том же порядке. Сторожи высылались тоже начиная с 1 апреля на 6 недель каждая и делились на 3 очереди. Если погодные условия в году были благоприятными для набега вне пределов обычного срока, то высылка разведки могла начаться до 1 апреля и закончиться позже 15 ноября. Несение службы постоянно контролировалось, виновные в нерадении наказывались.
Уже в 1572 году реформированная сторожевая служба сыграла значительную роль в разгроме крымских войск при Молодях.

## Первый бросок на юг

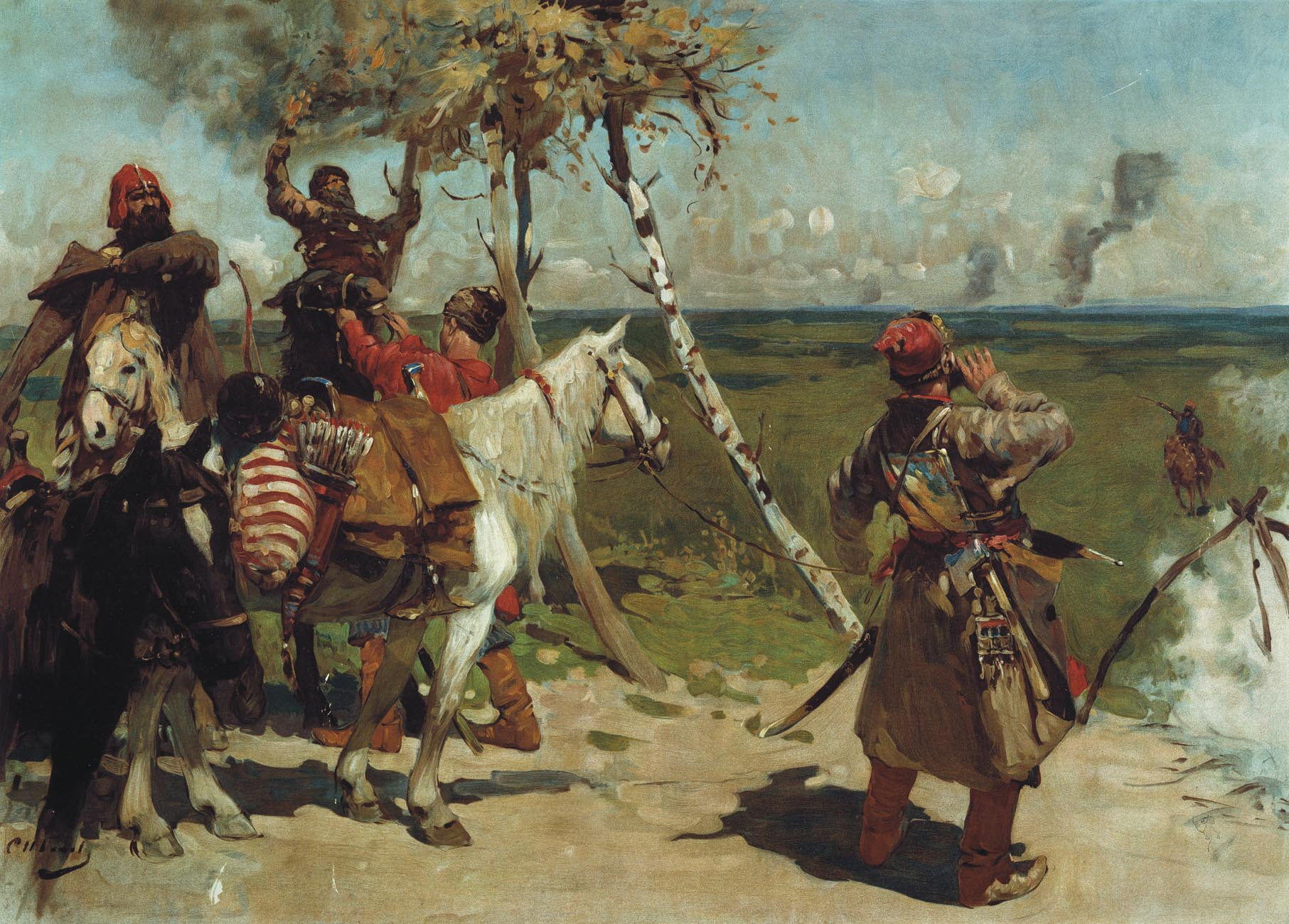
Иванов С. В. «На сторожевой границе Московского государства». 1907 г.

Вскоре линия пограничных городов стала продвигаться все дальше в степь. При Фёдоре Ивановиче были построены города Ливны и Воронеж, а в дальнейшем Елец, Кромы и Белгород. В Смутное время охрана границ пришла в упадок, но после воцарения Романовых была восстановлена. В 1615 году все 53 пограничных города были разделены на 5 отделов:
1. украинско-внутренний,
2. рязанский,
3. северский,
4. степной,
5. низовой.

В 1616 году численность гарнизона этих крепостей достигала 24'350 человек.
В последующие годы русская граница стала все больше продвигаться на юг. Движение русского населения сопровождалось строительством новых укреплений и засечных черт. Вражеские набеги перестали доходить до реки Оки, и войска были передвинуты на засечные линии.
Опыт организации береговой службы впоследствии был использован при строительстве укрепленных линий в Сибири и за Уралом.